# 360 Carlova
360 Carlova là một tiểu hành tinh rất lớn và tối, ở vành đai chính. Nó được xếp loại tiểu hành tinh kiểu C, và dường như được cấu tạo bằng vật liệu cacbonat.
Tiểu hành tinh này do Auguste Charlois phát hiện ngày 11.3.1893 ở Nice. Không biết rõ nguồn gốc tên của nó.